# Piura
Piura è una città del Perù, capoluogo dell'omonima regione e dell'omonima provincia.
Fondata come San Miguel de Piura, la città è situata nella zona nord-occidentale del Perù. Piura si trova al centro ovest della regione, nella valle del fiume Piura, al nord del deserto di Sechura, a 981 km a nord di Lima e vicino al confine con l'Ecuador. È la quinta città del Paese per abitanti, raggiungendo ufficialmente, e secondo i dati dell'INEI dell'anno 2014, i 430 319 abitanti.